# 미셸 트뤼도
미셸 샤를에밀 트뤼도(프랑스어: Michel Charles-Emile Trudeau, 1975년 10월 2일 ~ 1998년 11월 13일)는 캐나다의 총리 피에르 트뤼도와 마거릿 트뤼도의 막내 아들이자 현 총리 쥐스탱 트뤼도의 동생이다. 그는 1998년 11월 13일 코카니 빙하 지방 공원에서 스키를 타다가 눈사태로 사망했다.